# José de Jesus Maria Mayne
Sua Paternidade Reverendíssima Frei José de Jesus Maria Mayne (7 de junho de 1723 – 23 de dezembro de 1792) foi um sacerdote católico português que ocupou vários postos importantes, como o de Ministro-geral da Terceira Ordem Regular de São Francisco, Capelão-mor da Real Armada, e confessor de D. Pedro III.
José Mayne está intimanente associado à história da Academia de Ciências de Lisboa. Acompanhando a era do Iluminismo, instituiu uma escola de história natural integrada na Academia: estabelecendo para tal um gabinete de curiosidades pela doação da sua importante coleção e fez grandes contribuições para a biblioteca.
O interesse de Mayne por história natural e ciência destaca-se pelo estudo das maravilhas da Criação como via para combater os pontos de vista filosóficos materialísticos lançados por pensadores estrangeiros em França (Voltaire, Rousseau, Helvétius, Boulanger, Diderot, Robinet, La Mettrie) and Britain (Hobbes, Locke, Berkeley, Coward, Cudworth, Dodwell, Toland, Collins), aos quais se opunha, considerando-os destrutivos da religião e do estado.

## Obras
- Declamação evangelica na trasladação de Sancta Rosa de Viterbo, recitada no convento de Nossa Senhora de Jesus (Lisboa, Miguel Manescal da Costa, 1757)[1]
- Dissertação sobre a alma racional, onde de mostram os fundamentos da sua immortalidade (Lisboa, Regia Offic. Typ., 1778)[1]